# 구마모토현 제1구
구마모토현 제1구(일본어: 熊本県第1区)는 일본의 중의원 선거구이다.

## 역사
1994년 공직선거법 개정으로 신설되었다. 2017년 구마모토시 니시구의 일부가 2구로 이동되었으며 주오구 일부는 2구에서, 키타구 구 우에키초 지역은 3구에서 1구로 이동되었다.

## 지역
- 구마모토시
  - 주오 구
  - 히가시 구
  - 기타 구

## 역대 국회의원
| 선거          | 선거          | 의원              | 정당       |
| ------------- | ------------- | ----------------- | ---------- |
|               | 1996년 제41회 | 호소카와 모리히로 | 신진당     |
|               | 2000년 제42회 | 이와시타 에이이치 | 자유민주당 |
|               | 2003년 제43회 | 마츠노 요리히사   | 민주당     |
| 2005년 제44회 |               | 마츠노 요리히사   | 민주당     |
| 2009년 제45회 |               | 마츠노 요리히사   | 민주당     |
|               | 2012년 제46회 | 기하라 미노루     | 자유민주당 |
| 2014년 제47회 |               | 기하라 미노루     | 자유민주당 |
| 2017년 제48회 |               | 기하라 미노루     | 자유민주당 |

## 역대 선거 결과

### 2017년 (제48회)
|  | 56.15% |

|  | 43.85% |

## 같이 보기
- 구마모토현 선거구